# 1827 en mathématiques
| Années des mathématiques : 1824 - 1825 - 1826 - 1827 - 1828 - 1829 - 1830    |
| Décennies des mathématiques : 1790 - 1800 - 1810 - 1820 - 1830 - 1840 - 1850 |

Cet article présente les faits marquants de l'année 1827 en mathématiques.

## Publications
- André-Marie Ampère : Mémoire sur la théorie mathématique des phénomènes électrodynamiques uniquement déduite de l'expérience.Il y expose les résultats de ses travaux sur la physique électromagnétique depuis 1820. Il fixe la définition des mots « courant », « tension », « intensité », etc. et établit les lois des actions magnétiques des courants électriques[1]

- Georg Ohm : Die galvanische Kette, mathematisch bearbeitet (Le circuit galvanique étudié mathématiquement).Le physicien allemand Georg Ohm établit la loi fondamentale qui porte son nom et qui met en relation le voltage électrique, la résistance et l'intensité du courant qu'il appelle force électroscopique (lois de l’électrocinétique).

## Naissances
- 14 janvier : Piotr Semionov-Tian-Chanski (mort en 1914), statisticien, géographe et botaniste russe.
- 21 janvier : Ivan Mikheïevitch Pervouchine (mort en 1900), mathématicien russe.
- 25 février : Henry William Watson (mort en 1903), mathématicien britannique.
- 7 juillet : Quintino Sella (mort en 1884), mathématicien et homme politique italien.
- 15 décembre : Samuel Roberts (mort en 1913), mathématicien britannique.

## Décès
- 5 mars : Pierre-Simon de Laplace (né en 1749), mathématicien, astronome et physicien français.
- 6 octobre : Louis Monge (né en 1748), mathématicien français.
- 13 octobre : Charles de Nieuport (né en 1747), mathématicien français.
- 23 décembre : Robert Woodhouse (né en 1773), mathématicien britannique.